# Silnice II/290
Silnice II/290 je pozemní komunikace silnice II. třídy v Libereckém kraji spojující jeho severní část (Frýdlantský výběžek) se severovýchodním okrajem (západní Podkrkonoší). Začíná ve Frýdlantě na křižovatce se silnicí I/13. Odtud pokračuje východním směrem údolím řeky Smědé. Prochází tak Raspenavou (i jejími částmi Luhem a Lužcem), dále Hejnicemi a Bílým Potokem. Za ním stoupá serpentinami až k horské chatě Smědava, odkud ze severní strany obchází vrchol Jizery (1122 m n. m.) i vodní nádrž Souš a za ní klesá do Desné, kde se naváže na peáž I/10 a I/14. Tu opustí v obci Kořenov (v místní části Tesařov) na křižovatce U Motorestu a po samostatné trase pokračuje přes město Vysoké nad Jizerou a obec Roprachtice do údolí Jizery, kde končí na křižovatce se silnicí I/14 u obce Poniklá.
V části komunikace vedoucí kolem nádrže Souš dochází k usmrcování migrujících zvířat koly projíždějících automobilů. Ve snaze o snížení tohoto rizika bylo v plánu vybudování pevných zábran, jež by živočichy navedly k propustkům pod silnicí, kterými by se zvířata mohla bezpečně dostat na druhou stranu vozovky. Protože by se však musely zábrany postavit po obou stranách silnice v celkové délce asi dvou a půl kilometru, vyžádaly by si finanční náklady v řádech milionů korun. Navíc měly být zábrany zhotoveny z kovu a hrozilo tak nebezpečí, že by je mohli ukrást zloději. Z těchto důvodů se nakonec od budování ustoupilo.
V úseku mezi Smědavou a Desnou, tedy v okolí nádrže Souš, jež je zásobárnou pitné vody, je pravidelně v zimních měsících zakázán automobilový provoz. Důvodem jsou příliš vysoké náklady, které by si vyžádala údržba, jež by neohrožovala zdroj pitné vody.

## Vedení silnice
- Frýdlant
- Raspenava
- Hejnice
- Bílý Potok
- Souš
- Desná, začátek peáže a křížení s I/10 a I/14
- Kořenov (místní část Tesařov), konec peáže a křížení s I/10 a I/14
- Příchovice
- Rejdice
- Sklenařice, křižovatka u restaurace Mexiko
- Vysoké nad Jizerou
- Roprachtice
- Poniklá, křižovatka s I/14